# The Falcon and the Winter Soldier
The Falcon and the Winter Soldier er en kommende tv-serie skabt af Malcolm Spellman for Disney+, med karaktererne Falcon og Winter Soldier.

## Medvirkende
- Anthony Mackie som Sam Wilson / Falcon
- Sebastian Stan som Bucky Barnes / Winter Soldier
- Daniel Brühl som Helmut Zemo
- Emily VanCamp som Sharon Carter
- Wyatt Russell som John Walker
- Adepero Oduye som Battlestar